# Metaleptus angulatus
Metaleptus angulatus là một loài bọ cánh cứng trong họ Cerambycidae.